# Czołna
Czołna – wieś w Polsce położona w województwie lubelskim, w powiecie puławskim, w gminie Baranów.
| SIMC    | Nazwa          | Rodzaj    |
| ------- | -------------- | --------- |
| 0378282 | Kolonia Czołna | część wsi |

Wieś szlachecka Czółna położona była w drugiej połowie XVI wieku w powiecie lubelskim województwa lubelskiego. W latach 1975–1998 miejscowość administracyjnie należała do ówczesnego województwa lubelskiego.
Wieś stanowi sołectwo gminy Baranów. Według Narodowego Spisu Powszechnego z roku 2011 wieś liczyła 216 mieszkańców.